# Perdita elegans
Perdita elegans är en biart som beskrevs av Timberlake 1960. Perdita elegans ingår i släktet Perdita och familjen grävbin. Inga underarter finns listade i Catalogue of Life.